# Caecilia Metella
Caecilia Metella war der übliche Name der weiblichen Angehörigen der Familie Caecilius Metellus. Um sie zu unterscheiden, trugen sie häufig das Cognomen ihres Vaters in der weiblichen Form.
Die bekannteste Namensträgerin ist
- Caecilia Metella (Cretica), Tochter des Quintus Caecilius Metellus Creticus, Ehefrau des Marcus Licinius Crassus junior und damit Schwiegertochter des Triumvirn Marcus Licinius Crassus. Bekannt ist sie vor allem wegen ihres großen Grabmals an der Via Appia Antica, im Südosten Roms.

Weitere Namensträgerinnen sind:
- Caecilia Metella, Tochter des Quintus Caecilius Metellus Macedonicus, Gattin des Gaius Servilius Vatia
- Caecilia Metella, Schwester der Vorigen, Gattin des Konsuls von 111 v. Chr., Publius Cornelius Scipio Nasica Serapio
- Caecilia Metella Dalmatica, Tochter des Lucius Caecilius Metellus Delmaticus, nacheinander Frau des älteren Marcus Aemilius Scaurus und Lucius Cornelius Sullas
- Caecilia Metella Calva, Mutter von Lucius Licinius Lucullus
- Caecilia Metella Balearica Minor, Mutter von Publius Clodius Pulcher
- Caecilia Metella Celer, Ehefrau von Publius Cornelius Lentulus Spinther